# Wolfgang Fastenmeier
Wolfgang Fastenmeier (* 16. März 1957 in München) ist ein deutscher Psychologe und Hochschullehrer auf dem Gebiet der Verkehrspsychologie und  Arbeitspsychologie. Er ist Professor für Arbeitspsychologie und die Psychologie des Verkehrswesens an der Psychologischen Hochschule Berlin (PHB).

## Leben und Werk
Fastenmeier erwarb sein Abitur am Asam-Gymnasium in München. Es folgte ein Studium der Psychologie an der Ludwig-Maximilians-Universität München. Er war wissenschaftlicher Mitarbeiter von Carl Graf Hoyos. 1994 promovierte Fastenmeier an der Technischen Universität München zum Thema „Verkehrstechnische und verhaltensbezogene Merkmale von Fahrstrecken – Entwicklung und Erprobung einer Typologie von Straßenverkehrssituationen“.
1991 gründete er sein eigenes Institut, das heute unter dem Namen Institut mensch-verkehr-umwelt (mvu) firmiert. Von 2008 bis 2013 war er nebenberuflich an der Medizinisch-Psychologisch-Technischen Obergutachterstelle (MPTO) der Ludwig-Maximilians-Universität München tätig. Darüber hinaus ist er bis heute Obergutachter im Fahrerlaubniswesen in Kooperation mit dem Institut für Rechtsmedizin der Ludwig-Maximilians-Universität München.
Im November 2012 wurde Wolfgang Fastenmeier auf die neu eingerichtete Professur für Arbeitspsychologie und die Psychologie des Verkehrswesens an der Psychologischen Hochschule Berlin (PHB) berufen. Fastenmeier zählt zu den führenden Verkehrspsychologen Deutschlands. Seit 2016 ist er Präsident der Deutschen Gesellschaft für Verkehrspsychologie e.V. (DGVP).
Fastenmeier steht für den arbeitspsychologischen und situativen Ansatz in der Verkehrspsychologie. Neben zahlreichen verkehrs- und arbeitswissenschaftlichen Forschungs- und Beratungsprojekten ist er Herausgeber und Autor zahlreicher wissenschaftlicher Publikationen wie wissenschaftlichen Fachbeiträgen in Büchern und Fachzeitschriften und Forschungsberichte, Expertisen etc. im nationalen und internationalen Rahmen.
Er ist Mitherausgeber der Zeitschrift Blutalkohol: Alcohol, Drugs, Behavior and Traffic Safety und Mitherausgeber und Schriftleiter der ZVS Zeitschrift für Verkehrssicherheit.
Wolfgang Fastenmeier gelang durch sein Buch „Autofahrer und Verkehrssituation“ (1995) der arbeitspsychologische Ansatz und vor allem der sogenannte „situative Ansatz“ in der Verkehrspsychologie und damit in der Folge dieses situativen Ansatzes die Entwicklung einer Methode zur „Fahraufgaben- und Anforderungsanalyse (SAFe) und daraus abgeleiteter Psychologischer Fahrverhaltensbeobachtung“.
Fastenmeiers Definition der Verkehrspsychologie „[…] kann als Querschnittsdisziplin der Allgemeinen und Angewandten Psychologie mit starkem Bezug zu Arbeits- und Ingenieurpsychologie verstanden werden. Ihr Erkenntnisinteresse ist grundlagen-, anwendungs- und damit auch praxisbezogen. Im Mittelpunkt steht das Erleben und Verhalten von Menschen in Verkehrs- und Transportsystemen und den ihnen zugrundeliegenden psychischen Prozessen. Es handelt sich um ein innovatives Forschungsfeld mit z. T. eigener Methodik und theoretischen Ansätzen. Sie ist seit Anbeginn stark interdisziplinär ausgerichtet, Berührungspunkte gibt es insbesondere mit den Ingenieurwissenschaften, der Medizin sowie den Rechtswissenschaften.“
Internationale Anerkennung erlangte Wolfgang Fastenmeier vor allem durch seine Verkehrssituationstaxonomien. Er ist Mitglied der ICTCT (International Cooperation on Theories and Concepts on Traffic Safety) und arbeitet in diversen EU-Projekten. Fastenmeier führte Weiterbildungen in Traffic and Transportation Psychology sowie Human Factors Engineering im Ausland durch. Darüber hinaus hielt er für internationale Fachzeitschriften Peer-Reviews und verfasste Gutachten/Reviews für internationale Projekte.

## Auszeichnung
- Joseph-Ströbl-Preis für herausragende wissenschaftliche Leistungen auf dem Gebiet der Verkehrssicherheit (1994).

## Veröffentlichungen (Auswahl)
- W. Fastenmeier (Hrsg.): Autofahrer und Verkehrssituation – Neue Wege zur Bewertung von Sicherheit und Zuverlässigkeit moderner Straßenverkehrssysteme. (= Mensch-Fahrzeug-Umwelt. Bd. 33). Verlag TÜV Rheinland, Köln 1995, ISBN 3-8249-0278-8.

- W. Fastenmeier, H. Gstalter: Abschätzung des Nutzens von Fahrerassistenzsystemen mit Hilfe der Prozedur SAFE. (= VDI-Berichte. 1864). VDI-Verlag, Düsseldorf 2004, ISBN 3-18-091864-0, S. 381–396.

- H. Gstalter, W. Fastenmeier: Is employees achievement motivation and performance affected by commuting stress? In: J. A. Rothengatter, R. D. Huguenin (Hrsg.): Traffic and Transport Psychology. Theory and Application. Elsevier, Amsterdam 2004, ISBN 0-08-043925-X, S. 543–558.

- W. Fastenmeier, H. Gstalter, U. Lehnig: Mobilität in der Alltags- und Erlebnisfreizeit. Erscheinungsformen, Ursachen und Beeinflussungsmöglichkeiten. Asanger, Heidelberg/ Kröning 2004, ISBN 3-89334-422-5.

- W. Fastenmeier, U. Lehnig: Fehlerhafte Nutzung von Kinderschutzsystemen in Pkw. (= Berichte der Bundesanstalt für Straßenwesen. M 178). Wirtschaftsverlag NW, Bremerhaven 2006, ISBN 3-86509-492-9.

- W. Fastenmeier, H. Gstalter: Driving Task Analysis as a Tool in Traffic Safety Research and Practice. In: Safety Science. Band 45, 2007, S. 952–979.

- W. Fastenmeier, Ch. Eggerdinger, Ch. Goldstein: Maßnahmen gegen die psychischen Belastungen des Personals im Straßenbetriebsdienst. (= Berichte der Bundesanstalt für Straßenwesen. V 175). Wirtschaftsverlag NW, Bremerhaven 2008, ISBN 978-3-86509-877-1.

- H. Gstalter, W. Fastenmeier: Reliability of drivers in urban intersections. In: Accident Analysis & Prevention. Band 42, 2010, S. 225–234.

- W. Fastenmeier: Fahrerassistenzsysteme (FAS) und Automatisierung im Fahrzeug – wird daraus eine Erfolgsgeschichte? In: Zeitschrift für Verkehrssicherheit. Band 61, 2015, S. 21–27.

- W. Fastenmeier: Ist die MPU reformbedürftig? In: Blutalkohol. Band 51, 2014, S. 81–93.

- W. Fastenmeier, H. Gstalter: Fahreignung älterer Kraftfahrer im internationalen Vergleich. Literaturrecherche, Analyse und Bewertung. (= Forschungsbericht. 25). Unfallforschung der Versicherer UDV, Berlin 2015, ISBN 978-3-939163-54-1.

- W. Fastenmeier, H. Gstalter, K. Rompe, R. Risser: Selektion oder Befähigung: Wie kann die Mobilität älterer Fahrer aufrechterhalten werden? Stellungnahme namens des Vorstandes der Deutschen Gesellschaft für Verkehrspsychologie e.V. (DGVP). In: Zeitschrift für Verkehrssicherheit. Band 61, 2015, S. 33–42.

- F. Schwarz, W. Fastenmeier: Augmented reality warnings in vehicles: Effects of modality and specificity on effectiveness. In: Accident Analysis & Prevention. Band 101, 2017, S. 55–66.

- G. Müller, W. Fastenmeier, Th. Hummel: Studie zur Verwendung von Kinderschutzsystemen. (= Forschungsbericht. 55). Unfallforschung der Versicherer UDV, Berlin 2018, ISBN 978-3-939163-85-5.

- W. Fastenmeier, P. Strohbeck-Kühner: Fahrverhaltensbeobachtung als „Gold-Standard“ der Leistungsüberprüfung? In: Blutalkohol. Band 56, 2019, S. 185–190.

- W. Fastenmeier: Berufsfelder als Verkehrspsychologe. In: S. Werther, M. Mendius (Hrsg.): Faszination Psychologie – Berufsfelder und Karrierewege. Springer, Berlin 2019, ISBN 978-3-662-56831-6, S. 221–230.

- W. Fastenmeier, J. Kubitzki, U. Ewert, H. Gstalter: Die kleine Psychologie des Straßenverkehrs – Mythen, Vorurteile, Fakten. Hogrefe, Bern 2021, ISBN 978-3-456-86092-3.